# Клан Гардин
Клан Гардин, также известный как клан Гарден, является равнинным шотландским кланом на землях Ангуса . У клана в настоящее время нет вождя.

## История

### Происхождение клана
По словам историка Джорджа Фрейзера Блэка, клан образовался в графстве Ангус. Они построили башню, замок Гардин, который достраивался в конце шестнадцатого и семнадцатого веков.

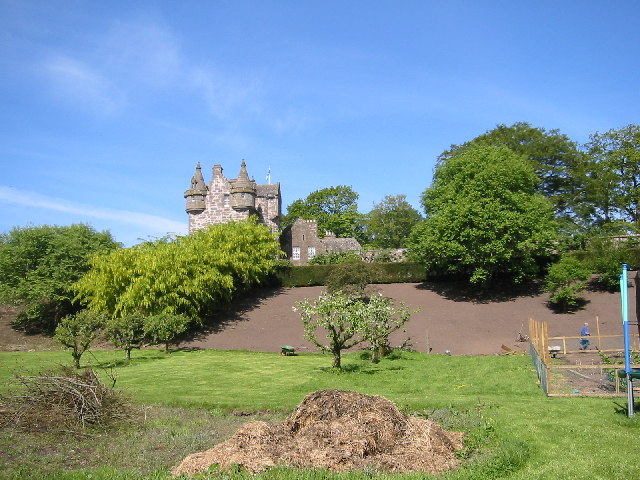
Замок Гардин

### Конфликты кланов
Клан Гардин, постоянно враждовал с соседним кланом Гатри.
Замок клана Гатри был всего в нескольких милях.
В 1578 году Патрик Гардин был убит Уильямом Гатри, и в результате вражды.
Есть две версии о том, как началась вражда: по словам Гардинов, Патрик Гардин и его родственник Роберт были убиты на Карбунду Мур в 1578 году, а их смерть была отомщена Томасом Гардином, который убил Александра Гатри в Инверпеффере в 1587 году. Однако, согласно версии клана Гатри, Александр Гатри был убит своим двоюродным братом Томасом Гардином, а его смерть была отомщена его племянником Уильямом Гатри, который убил Патрика Гардин. Результатом вражды стала победа более могущественного клана Гатри. Дэвид Гардин, десятый Лэрд, продал замок и большую часть земель, приобретя поместье Лотона.

### 17 век
В 1603 году Дэвид Гардин женился на Джанет Линдсей, дочери сэра Дэвида Линдсей, лорда Эдзелла. Эта семья не имела наследников по прямой линии и теперь представлена Брюсом-Гардином из Мидлтона.
Джон Гардин из Лотона и Мидлтона (умер после 1704 года) служил членом парламента Шотландии в графстве Ангус в 1667 году.

## Замки
- Замок Гардин содержит камень с надписью 1568 года и гербом Иакова VI, который правил после Марии, королевы шотландцев[2].
- Банчори, город в 29 км от Абердина в Абердиншире — место замка, который был заменен особняком[2].
- Замок Делгати, который находится около города Таррифф, Абердиншир, перешел к Гардинам в 1762 году и теперь открыт для публики в течение всего года[2].
- Замок Питслигов полумиле к востоку от Абердиншир, недолго находился во владении Гардинов, на данный момент находится в разрушенном состоянии.

Он был описан В. Дугласом Симпсоном как один из девяти замков Накл, относящихся к скалистому мысу северо-востока Абердиншира.